# Allorhogas prolatus
Allorhogas prolatus är en stekelart som beskrevs av Marsh 2002. Allorhogas prolatus ingår i släktet Allorhogas och familjen bracksteklar. Inga underarter finns listade i Catalogue of Life.